# 小行星3554
小行星3554（英語：3554 Amun）是一颗围绕太阳公转的小行星。1986年3月4日，卡羅琳·舒梅克、尤金·舒梅克在帕洛马山发现了此天体。
这颗小行星的绝对星等为359.3694864455842等。小行星3554以埃及神話的主神阿蒙命名。